# Dmitry Kroyter
Dmitry Kroyter (né le 18 février 1993 à Nerioungri en Russie) est un athlète israélien, spécialiste du saut en hauteur champion du monde cadets en 2009 et champion olympique de la jeunesse en 2010.

## Carrière
Son premier record est de 2,28 m, réalisé à Tel Aviv le 12 février 2011 (2,22 m et 2,24 m en salle en 2010).
Il a été champion du monde jeunesse à Bressanone avec 2,20 m et a participé aux JOJ de Singapour en 2010 en y remportant la médaille d'or. Il participe ensuite aux Championnats du monde 2011 sans se qualifier pour la finale.
En 2011, Dmitry Kroyter connaît une superbe progression où il efface une barre à 2,28 m. Mais des blessures répétitives au dos le freine dans sa progression.
En 2014, l'Israélien pense alors mettre un terme à sa carrière (21 ans) à cause de ces blessures mais revient sur sa décision à la suite de ces douleurs. Après 3 médecins où aucune améliorant n'aboutit, son entraineur lui conseille alors de tenter un dernier médecin, en Allemagne qui trouva alors que c'était une grave élongation à la cuisse. 
En 2015, il termine à la troisième place des Jeux européens de 2015 à Bakou avec 2,20 m puis remporte la médaille d'argent des Championnats d'Europe espoirs d'athlétisme 2015 avec 2,24 m puis égale fin juillet à Leiria son record établi à l'âge de 18 ans avec 2,28 m.
Il bat à nouveau ce record à Schifflange (Luxembourg) le 2 août avec 2,29 m.

## Vie privée
Né en Sibérie, Kroyter et sa famille migre en Israël en 1999. Il est élevé par sa mère, femme au foyer, à Tel Aviv-Jaffa. Ses parents ont divorcé et Dmitry Kroyter n'a plus de contact avec son père Piotr qui vit en Moldavie. Il considère son coach Anatoly Shafran comme son père, qu'il décrit comme celui qui lui a tout donné. Son frère, Evgeniy, est décédé en 2012.

## Palmarès
| Date | Compétition                       | Lieu         | Résultat | Marque |
| ---- | --------------------------------- | ------------ | -------- | ------ |
| 2009 | Championnats d'Europe par équipes | Sarajevo     | 1er      | 2,14 m |
| 2009 | Championnats du monde cadets      | Bressanone   | 1er      | 2,20 m |
| 2010 | Championnats d'Europe par équipes | Belgrade     | 2e       | 2,14 m |
| 2010 | Jeux olympiques de la jeunesse    | Singapour    | 1er      | 2,19 m |
| 2011 | Championnats d'Europe par équipes | Reykjavik    | 1er      | 2,18 m |
| 2012 | Championnats du monde juniors     | Barcelone    | 4e       | 2,21 m |
| 2013 | Championnats d'Europe par équipes | Kaunas       | 3e       | 2,18 m |
| 2015 | Jeux européens                    | Bakou        | 3e       | 2,20 m |
| 2015 | Championnats d'Europe espoirs     | Tallinn      | 2e       | 2,24 m |
| 2016 | Championnats des Balkans          | Pitești      | 6e       | 2,16 m |
| 2017 | Universiade                       | Taipei       | 6e       | 2,23 m |
| 2018 | Championnats des Balkans en salle | Istanbul     | 4e       | 2,18 m |
| 2018 | Championnats des Balkans          | Stara Zagora | 2e       | 2,21 m |
| 2019 | Championnats des Balkans en salle | Istanbul     | 4e       | 2,19 m |

## Records
| Épreuve         | Épreuve      | Performance | Lieu        | Date            |
| --------------- | ------------ | ----------- | ----------- | --------------- |
| Saut en hauteur | En plein air | 2,29 m      | Schifflange | 2 août 2015     |
| Saut en hauteur | En salle     | 2,24 m      | Moscou      | 14 février 2010 |